# An Nelissen
An Nelissen (Maasmechelen, 7 januari 1955) is een Vlaamse actrice.
Zij stond voor het eerst op de planken met Kindervreugd, een Antwerpse vereniging die allerlei activiteiten organiseert voor kinderen en jongeren. Daarna begon ze haar professionele carrière bij het Fakkelteater. Vanaf 1982 werd ze een vaste kracht bij het Raamtheater.
Ze speelde onder andere Joske in de film Hellegat (1980), Laura Crets in de televisieserie Langs de kade (1988) en Catherine Missotten (2000-2002) in de televisieserie Familie. Daarnaast was ze ook een van de vaste krachten in Kriebels op VTM.
Ze was enkele jaren getrouwd met acteur Karel Vingerhoets. Samen hebben ze een zoon, Mathias Vingerhoets. Sinds 1997 maakt ze samen met haar huidige man, Peter Perceval, haar eigen theaterproducties: Vrouwendecamerone, Lysistrata, Me Jane, Vaginamonologen, De menopauzemonoloog en Het goede lijf.
Sinds 2005 publiceert ze regelmatig als gastcolumniste in allerlei bladen en sinds 2007 is ze vast columniste van MILO.
In 2007 was ze een van de boegbeelden van de campagne ter preventie van borstkanker in het kader van de actie Kom op tegen kanker.

## Televisie
- Mannen op de rand van een zenuwinzinking als Ann (2001)
- Familie als Catherine Missotten (2000-2002)
- Copy Copy (1992)
- Langs de Kade als Laura Crets (1988)
- Pipa en haar papa als mama (1987) [1]
- Pak'em Stanzi als Platina Fluffy Suzie (1986)
- Hard Labeur als Fine de Stoute-Blare (1985)
- De surprise (1984)
- Zaman als Vrouw van Frank (1983)
- De gele roos als Maria (1982)
- Hellegat als Joske (1980)
- De Proefkonijnen als Rita (1979)

## Theater
- Vrouwendecamerone
- Lysistrata
- Me Jane
- Vaginamonologen
- De menopauzemonoloog
- Het goede lijf
- Obscene fabel etc... (2010)